# Pascal Delrée
Pascal Delrée (15 maggio 1970) è un ex giocatore di calcio a 5 belga.

## Carriera
Con la Nazionale maschile di calcio a 5 del Belgio ha disputato il FIFA Futsal World Championship 1996 in cui i diavoli rossi sono stati eliminati al secondo turno, nel girone comprendente Spagna, Russia e Italia. In totale, Delrée ha disputato 35 incontri con la nazionale, realizzando 6 reti.